# Achyrolimonia pothos
Achyrolimonia pothos är en tvåvingeart som först beskrevs av Alexander 1957.  Achyrolimonia pothos ingår i släktet Achyrolimonia och familjen småharkrankar.
Artens utbredningsområde är Tanzania. Inga underarter finns listade i Catalogue of Life.